# Carcharhinus fitzroyensis
El tiburón ballenero (Carcharhinus fitzroyensis) es una especie de elasmobranquio carcarriniforme de la familia Carcharhinidae .

## Morfología
Los machos pueden alcanzar los 135 cm de longitud total.

## Distribución geográfica
Se encuentra en Mar de Arafura y al norte de Australia (desde Australia Occidental hasta Queensland).